# 福氏新棘鮋
福氏新棘鮋，為輻鰭魚綱鮋形目鮋亞目鮋科的其中一種，為深海魚類，分布於東大西洋維德角群島及茅利塔尼亞海域，棲息深度180-310公尺，體長可達40公分，棲息在底層水域，生活習性不明。

## 扩展阅读
維基物種上的相關：福氏新棘鮋